# Mercedes-Benz W113
Mercedes-Benz W113 este o mașină decapotabilă sau coupe cu două locuri care a fost prezentat la Salonul Auto de la Geneva în martie 1963. În martie 1971 este oprită fabricația modelului SL din seria W113, producția totală fiind de 48.912 de exemplare. Din care 19.440 au fost comercializate în Statele Unite.

## 230 SL (1963–1967)
Modelul 230 SL era oferit cu motorizarea de 2.3 litri cu 6 cilindri în linie era alimentată cu injecția mecanică Bosch. Motorul era de 110 kW care oferea 150 CP.
Viteza maximă era de 200 km/h, iar accelerația de la 0-100 km/h în 11.1 secunde. 
Transmisia se realiza pe roțile din spate și era asigurată de o cutie de viteze manuală cu 4 trepte, opțional era o cutie automată cu 4 trepte. 

## 250 SL (1966–1968)
În decembrie 1966 este comercializat modelul 250 SL. Avea motorul de 2.5 litri cu 6 cilindri în linie care dezvolta 150 CP. Sistemul de frânare era cu discuri în spate și dotările suplimentare erau diferențialul blocabil și tetierele. 
Pentru piața din SUA a fost oferita o versiune denumita California Coupe cu 2+2 locuri echipată doar cu hard top. Viteza maximă era de 200 km/h, iar accelera de la 0-100 km/h în 10 secunde. 

## 280 SL (1967–1971)
În decembrie 1967, versiunea 250 SL este înlocuită cu versiunea 280 SL echipat cu un motor de 2.8 litri cu 6 cilindri în linie care dezvolta 170 CP. Viteza maximă era de 205 km/h iar accelera de la 0-100 km/h în 9 secunde.
Dotările opționale au fost instalația de aer condiționat (standard pentru piața din SUA) sau jante din aliaj.